# Даугавпілський університет
Да́угавпілський університе́т (латис. Daugavpils Universitāte) — державний вищий навчальний заклад Латвії, розташований у місті Даугавпілсі, другий найбільший університет класичного типу в державі.

## Історія
Університет був заснований у 1921 році як педагогічний коледж . Його директором у 1923-1940 роках була Валерія Сейле.
Хронологія номенклатури:
- 1921–1923 Даугавпілська вчительська семінарія (Daugavpils skolotāju seminārs)
- 1923–1952 Даугавпілський державний учительський інститут (Daugavpils Valsts skolotāju institūts)
- 1952–1993 Даугавпілський педагогічний інститут (Daugavpils Pedagoģiskais institūts)
- 1993–2001 Даугавпілський педагогічний університет (Daugavpils Pedagoģiskā Universitāte)

Свою нинішню назву ДУ отримав 13 жовтня 2001 року. Він став найбільшим навчальним закладом у Східній Латвії та є членом Європейської університетської асоціації та EU²S², Європейської асоціації університетів малих країн-членів. З 2004 року він отримує вигоду від структурних фондів ЄС для розширення та реконструкції кампусу.
1 березня 2018 року Даугавпілський медичний коледж був інтегрований до університету як автономний заклад. Коледж засновано в 1945 році.

## Організація
Головна будівля на вулиці Вієнібас (вулиця Єдності) зведена в 1956 році.

### Кафедри
Університет складається з п'яти факультетів: 
- Гуманітарний факультет

- Кафедра англійської філології та перекладології
- Кафедра російського та слов'янського мовознавства
- Кафедра латвійської літератури та культури
- Кафедра латиської мови
- Кафедра іноземних мов
- кафедра історії

- кафедра економіки та соціології
- кафедра соціальної психології
- кафедра права

- кафедра інформатики
- кафедра фізики
- кафедра математики
- кафедра хімії та географії
- Кафедра анатомії та фізіології

- кафедра музики

- Кафедра педагогіки та педагогічної психології
- кафедра спорту

### Інститути та центри
- Центр Литовістики
- Центр російської мови та культури
- Центр усної історії
- Регіональний центр додаткової освіти німецької мови та країнознавства
- Інноваційний мікроскопічний центр Гунтіса Лібертса
- Інститут екології ім
- Інститут систематичної біології ім
- Інститут мистецтв

### Даугавпілський медичний коледж
Це агентство університету пропонує навчальні програми з:
- Догляд
- Допомога лікаря
- Соціальний догляд
- Соціальна реабілітація
- Допомога медсестри
- Лікувальний масаж

## Директори
Ректорами/директорами університетів були:
- Яніс Їргенс (1921–1922)
- Айженс Вєтніекс (1922–1923)
- Валерія Сейле (1923–1940)

Зачинено 1940–1944
- Леонтій Вішкарєв (1944–1946)
- Віталій Паутов (1946–1952)
- Іван Петров (1952–1953)
- Кріш Грашманіс (1953–1958)
- Віталій Баускіс (1958–1962)
- Анна Калнберзіня (1962–1971)
- Гунар Гулбіс (1971–1977)
- Олег Рождественськіс (1977–1992)
- Бруно Янсонс (1992–1998)
- Яніс Покуліс (1998–2002)
- Зайга Ікере (2002–2007)
- Арвідс Баршевський (2007–2018)
- Ірєна Кокіна (2018 – дотепер)

## Реєстрація
Будівля на вулиці Парадес, зведена в 1989 році, відреставрована в 2020 році.
У 2008 році за навчальними програмами навчалося понад 4200 студентів. Велика кількість російськомовних студентів та викладачів сприяє співпраці з університетами за межами Європейського Союзу в країнах СНД .
Студенти можуть використовувати варіанти мобільності Erasmus+ для навчання протягом одного або двох семестрів у європейських університетах-партнерах. Студенти можуть отримати фінансування від Else Marie Tschermak Foundation в Данії для навчання або проведення досліджень за кордоном.
Студентське життя організовується через Студентську раду, студентську газету «Лай Топ!» (Нехай буде!), Латгальський студентський центр, Асоціація молодих вчених Даугавпілського університету «DUJZA», Спілка вчителів мистецтва, Центр охорони здоров’я та Центр природничих досліджень та екологічної освіти. Студенти також можуть опанувати іноземну мову, взяти участь у студентському ансамблі танцю «Лайма» та скористатися спортивним комплексом. Бажаючі студенти мають можливість працювати в наукових установах і центрах.

## Видавництво
У складі університету є видавництво Сауле (латис. Saule - у перекладі «Сонце»). Друкується навчальна, наукова, художня література за рішенням факультетів, кафедр вишу.

## Відомі випускники
- Олександр Кудряшов – митрополит Латвійської Православної Церкви
- Анастасія Григор’єва – чемпіонка Європи з вільної боротьби
- Мар’яна Іванова-Євсєєва – член Сейму та член правління AT Olainfarm
- Інеса Лайзане – депутат Сейму та директор Даугавпілського театру
- Яків Плінер – депутат Сейму
- Іванс Рібаков – депутат Сейму
- Валерій Бухвалов – депутат Сейму
- Яніс Дукшинскіс – депутат Сейму
- Дагнія Стаке – депутат Сейму, міністр добробуту та міністр регіонального розвитку Латвії

## Відомі вчені
- Джоел Вейнберг – сходознавець та єврейський історик

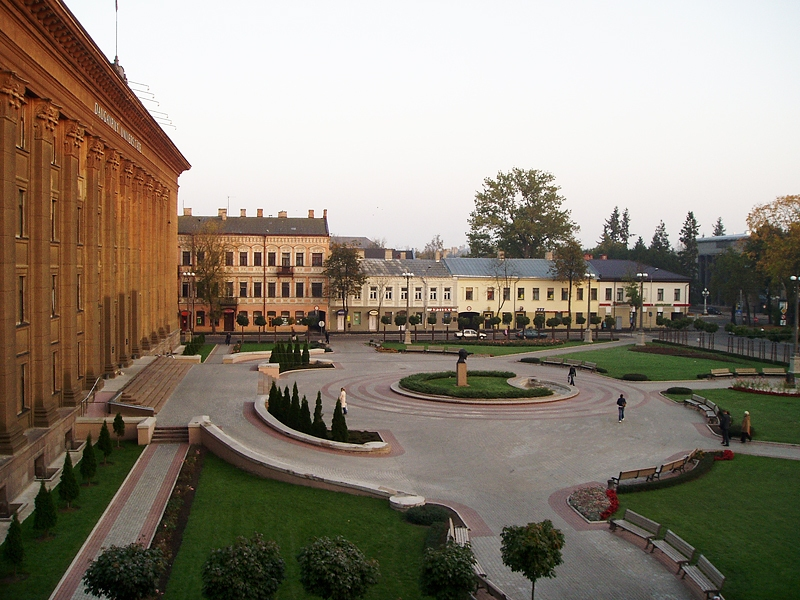
Сквер біля старого корпусу ДУ

- Яніс Брікманіс – зоолог

## Факультети
Університет має п'ять факультетів:
- Факультет математики та природничих наук
- Гуманітарний факультет
- Факультет освіти та управління
- Факультет соціальних наук
- Факультет музики та мистецтва